# Metacnephia slepjani
Metacnephia slepjani är en tvåvingeart som först beskrevs av Rubtsov 1967.  Metacnephia slepjani ingår i släktet Metacnephia och familjen knott. Inga underarter finns listade i Catalogue of Life.